# Prodesmodora minuta
Prodesmodora minuta is een rondwormensoort uit de familie van de Desmodoridae. De wetenschappelijke naam van de soort is voor het eerst geldig gepubliceerd in 1937 door Schneider.